# スティーヴ・タリー
スティーヴ・タリー（Steve Talley、1981年8月12日 - ）は、アメリカ合衆国の俳優。

## 出演作品
- クレイジーワン ぶっ飛び広告代理店
- プリティ・リトル・ライアーズ シーズン3
- クリミナル・マインド FBI行動分析課 シーズン6
- NCIS ～ネイビー犯罪捜査班 シーズン7
- キャッスル　～ミステリー作家は事件がお好き シーズン1
- アメリカン・パイ in ハレンチ課外授業
- アメリカン・パイ in ハレンチ・マラソン大会